# Sangiheglasögonfågel
Sangiheglasögonfågel (Zosterops nehrkorni) är en fågel i familjen glasögonfåglar inom ordningen tättingar.

## Utseende och läten
Sangiheglasögonfågeln är en liten (12 cm), trädlevande, sångarliknande fågel. Ovansidan är lysande olivgrön med iögonfallande gulgrön övergump och mörkare grönsvart stjärt. Pannan är svart och runt ögat syns en bred, vit ring. Undersidan är pärlvit med grå flanker, förutom gult på hakan, strupe och undre stjärttäckare. Ben och näbb är ljusorange. Lätet är tydligen både tunnare och ljusare än liknande arten svartpannad glasögonfågel, som är något mindre, mattare och har mörka ben och näbb.

## Utbredning och hot
Sangiheglasögonfågeln förekommer enbart i Sangiheöarna norr om Sulawesi i Indonesien. Där hittas den i mycket små antal vid en enda lokal, där dessutom levnadsmiljön fortsätter att degraderas genom skogsavverkning. Internationella naturvårdsunionen IUCN kategoriserar därför arten som akut hotad. Världspopulationen uppskattas till färre än 50 vuxna individer.

## Namn
Fågelns vetenskapliga artnamn hedrar tyske oologen Adolph Nehrkorn (1841-1916).